# Stuhrgraben
Der Stuhrgraben ist ein linkes Nebengewässer der Ochtum in der Gemeinde Stuhr im Landkreis Diepholz.
Das ursprünglich natürliche Fließgewässer ist auf weiten Strecken begradigt und hat heute die Prägung eines Grabens. 

## Name
Das Gewässer wurde im Jahr 1171 („per descensum fluvii … Sture“) erstmals urkundlich erwähnt.  Es war einst namengebend für den Ortsnamen Stuhr. An den früheren Gewässernamen erinnert heute noch der Straßenname "An der Sture" in Stuhr-Brinkum, während es im selben Ortsteil auch den auf dem heutigen Namen aufbauenden Straßennamen "Am Stuhrgraben" gibt. Der Name dürfte sich vom germanischen *stūra- ableiten und die Bedeutung „die Stehende“ gehabt haben.
Die Stuhr selbst dürfte namensgebend für den in einer Urkunde aus dem Jahr 991 erwähnten Stioringowald gewesen sein.

## Lage und Verlauf
Das Einzugsgebiet des Stuhrgrabens liegt zwischen den ebenfalls in die Ochtum mündenden Bächen Hombach und Klosterbach.
Der Graben beginnt in Stuhr-Fahrenhorst und verläuft nach Ostnordosten und Nordosten. Im Ortsteil Seckenhausen nimmt er von rechts die Gosse auf, kurz danach mündet beim Silbersee von links der Blockener Wasserzug in ihn ein. Am Rand des Ortsteils Brinkum nimmt er von rechts die Große Rönnecken auf. An der Nordspitze des Ortsteils mündet er schließlich nach fast 12 km in die Ochtum.